# Castro 10 HP
Der Castro 10 HP war ein Pkw-Modell aus den 1900er Jahren. Es war das erste Modell des Herstellers Constructora Hispano-Suiza de Automóviles, J. Castro Sociedad en Comandita aus Barcelona.

## Beschreibung
Der Schweizer Konstrukteur Marc Birkigt, der von La Cuadra übernommen wurde, entwarf das Modell. Es hatte einen Zweizylindermotor mit Wasserkühlung. 100 mm Bohrung und 120 mm Hub ergaben 1885 cm³ Hubraum. Der Motor leistete etwa 10 PS (7 kW). Er war vorn im Fahrgestell eingebaut und trieb über eine Kardanwelle die Hinterachse an.
Eine andere Quelle gibt an, dass es auch eine Variante namens Castro 12 HP gab. Eine erhöhte Bohrung von 110 mm sorgte für 2281 cm³ Hubraum und etwa 12 PS Leistung.
Bekannt sind Aufbauten als Limousine, Tonneau mit Heckeinstieg und Doppelphaeton.
Produktionszeitraum war zwischen Juli 1903 und März 1904. Insgesamt entstanden weniger als zehn Fahrzeuge. Namentlich bekannt sind die Käufer Francisco Seix, Agustín Simón y Mas und ein Herr Matheu. Eine andere Quelle nennt drei Fahrzeuge.